# بلوتک
بلوتک (به انگلیسی: Bluetech) یک دی‌جی (سی‌دی‌نواز) در سبک سایکدلیک امبینت (روان‌گردان محیط‌محور) و تولیدکنندهٔ این نوع موسیقی است که آهنگ‌هایش را با ضرب‌آهنگ‌های بسیار پایین (موسیقی داون تمپو) می‌سازد. او در آثارش تکیه زیادی بر ملودی دارد و آثارش معمولاً تحت تأثیر موسیقی داب و تکنو دیپ است.
هر چند در موسیقی بلوتک از سازهای اصلی هم استفاده می‌شود اما در بیشتر مواقع از ترکیبهای کامپیوتری(دجیتال سینتیسایزر) و سافت ور استفاده می‌شود و به موسیقی بلوتک صدایی کامپیوتری با کیفیت بالا می‌دهد مثل موسیقی گلیچ که مورد تأثیر گروه شولمن است.
بعد از منتشر کردن آلبوم Sines & Singularities (گناه‌ها و انفرادیها) بلوتک آلبوهای خودش را با اسم ایوان مارک و ایوان برتلمیو منتشر می‌کند
در سال ۲۰۰۴ بلوتک ناشر موسیقی خود را به نام نتیو استایت رکورد Native State Records تأسیس کرد.

## آلبوم‌ها
- ۲۰۰۳ - Prima Materia
- ۲۰۰۴ - Elementary Particles
- ۲۰۰۵ - Sines & Singularities